# Obadja ben Szforno
Obadja ben Szforno, gyakran csak Obadja Szforno (héberül: עובדיה ספורנו), (Cesena, 1470/1475 körül – Bologna, 1550) kora újkori itáliai zsidó rabbi, Biblia-kommentátor, filozófus, orvos.
Itáliában élt az újkor hajnalán, és Rómában, majd Bolognában működött orvosként. Rendelkezett matematikai és filozófiai ismeretekkel, és az aggada és kabala szemszögéből jelentős magyarázatokat írt a Héber Biblia szinte valamennyi könyvéhez. Beszélte a latin nyelvet is, és ő volt a német nyelvtudós, Johannes Reuchlin egyik tanára.